# You (Robin Stjernberg)
You is een single van de Zweedse zanger Robin Stjernberg. Het was de inzending uit Zweden voor het Eurovisiesongfestival 2013 in Malmö in Zweden en het was, dankzij de overwinning van Loreen op het Eurovisiesongfestival 2012, al direct geplaatst voor de finale. Daarin eindigde het nummer op de 14de plaats. Het nummer is geschreven door Stjernberg zelf, Linnea Deb, Joy Deb en  Joakim Harestad Haukaas.